# Paralimnophila mossmanensis
Paralimnophila mossmanensis är en tvåvingeart som beskrevs av Günther Theischinger 1996. Paralimnophila mossmanensis ingår i släktet Paralimnophila och familjen småharkrankar. Inga underarter finns listade i Catalogue of Life.